# 名古屋抗争
名古屋抗争（なごやこうそう）とは、平成3年（1991年）1月26日から同年2月12日まで、愛知県名古屋市で起った、五代目山口組弘道会（司忍会長）と運命共同会鉄心会との暴力団抗争事件。名古屋戦争とも呼ぶ。

## 名古屋抗争勃発まで
1983年の中京戦争の後、運命共同会（参加団体は、鉄心会、中京浅野会、平井一家）、導友会、稲葉地一家、瀬戸一家、平野一家は、中京五社会を結成した。
平成3年（1991年）、運命共同会の中の鉄心会（的屋系）の一部の組員が、運命共同会に対して、五代目山口組弘道会への移籍を求めた。この背景には、当時名古屋の繁華街を抑えつつあった五代目山口組弘道会若頭の高山清司が露天商の元締めだった鉄心会に目を付け、鉄心会の一部も弘道会に取り入ろうとしていた。運命共同会は、移籍を求めた鉄心会組員全員を破門にした。

## 名古屋抗争
1991年1月26日、愛知県名古屋市千種区の路上で、運命共同会鉄心会組員が、五代目山口組弘道会組員に肩を銃撃されて重傷を負った。銃撃された鉄心会組員は、弘道会への移籍を拒否していた組員だった。
同年1月28日、鉄心会伊藤組組長の自宅兼中古車販売会社に、銃弾10発が撃ちこまれた。
同年1月30日、鉄心会の企業舎弟だった不動産業者2人が、車内で射殺された。
同年2月12日、弘道会と運命共同会は和解した。
その後、運命共同会は瓦解し、中京五社会も瓦解した。

## 名古屋抗争の後
1991年3月、九代目瀬戸一家渡辺啓一郎総裁と十代目平井一家岸上剛史総裁は、五代目山口組・渡辺芳則組長から盃をもらい、山口組直参となった。
その後、中京浅野会、平野屋一家、導友会、稲葉地一家は、五代目山口組弘道会傘下となった。鉄心会は「鉄心一家」の名で稲川会直参となったが2006年に4代目の分裂騒動を機に脱退、2011年に「二代目鉄心興業」として弘道会傘下に入ったが2013年に解散した。

## 名古屋抗争を題材にした作品
- Vシネマ『実録・名古屋やくざ戦争 統一への道』（2004年、石原興監督、GPミュージアムソフト）全4巻